# Convolvulus hasslerianus
Convolvulus hasslerianus là một loài thực vật có hoa trong họ Bìm bìm. Loài này được (Chodat) O'Donell mô tả khoa học đầu tiên năm 1950.